# البيات الشتوي (فلم 2014)
البيات الشتوي (بالإنجليزية: Winter Sleep) هو فيلم دراما تم إنتاجه في تركيا وصدر في سنة 2014، وحصل على جائزة السعفة الذهبية في مهرجان كان السينمائي. الفيلم من إخراج نوري بيلجي جيلان من بطولة ميليسا زوزان.

## القصة
تدور أحداث الفيلم حول ممثل سابق يدعى (أيدين)، والذي يقوم بإدارة أحد الفنادق الصغيرة في أناتوليا مع زوجته (نيهال) التي يمر معها بعلاقة عاصفة، وفي الوقت ذاته تعاني (نيكيلا) شقيقة أيدين من الآثار اللاحقة لطلاقها، ومع قدوم الشتاء يتحول الفندق إلى ملجأ ومكان لا يمكن الهروب منه في الوقت ذاته، مما يحفز العداوات الكامنة في الخروج من مكامنها.

## قائمة الممثلين
- هالوك بيلغينر بدور آيدن.
- دمت آكباغ بدور نجلاء (شقيقة آيدن المطلقة).
- مليسا سوزن بدور نهال (زوجة آيدن الصغيرة).
- آيبرك بيكجان بدور هدايت (عامل لدى آيدن).
- تامر ليفنت بدور سوافي (صديق عائلة آيدن).
- نجات إشلر بدور اسماعيل (مستأجر لدى آيدن).
- سرحات كيليتش بدور حمدي (إمام وشقيق اسماعيل).
- محمد علي نور أوغلي بدور تيمور.

## وصلات خارجية
- مقالات تستعمل روابط فنية بلا صلة مع ويكي بيانات